# Eucyclops miurai
Eucyclops miurai – gatunek widłonoga z rodziny Cyclopidae. Nazwa naukowa gatunku została po raz pierwszy opublikowana w 1952 roku przez japońskiego biologa Takashiego Ito.